# Miles classiarius
Il miles classiarius o classicus era il fante che faceva parte della marina militare romana (dal latino Classis = flotta). In questa voce è trattata la vita del marinaio-soldato dell'antica Roma dal momento del suo reclutamento al congedo, ed è analizzato il complesso evolversi dell'armamento dall'epoca monarchica alla crisi dell'impero.

## Periodo alto-imperiale (30 a.C.-284)

### Organizzazione
A partire da Augusto, in seguito alla battaglia di Azio, l'intera marina militare romana fu riorganizzata ed il miles classiarius fu posto sotto il comando del suo capitano di nave, in questo caso il centurio classiarius. Tra i miles vi erano poi i cosiddetti immunes, i quali erano esentati dai servizi più duri della vita militare, similmente a quanto accadeva nella legione romana.

### Arruolamento
Il compito di reclutare nuovi uomini era diventato prerogativa dell'imperatore a partire da Augusto tramite una serie di funzionari; in precedenza questo compito era svolto personalmente dai consoli. I funzionari addetti al reclutamento si chiamavano conquisitores. Nelle provincie senatorie i conquisitores erano di rango senatorio, nelle provincie imperiali di ordine equestre. L'arruolamento era aperto a tutti i maschi, liberi, non ancora cittadini romani (quindi peregrini), che avessero compiuto il diciassettesimo anno di età e che non avessero compiuto reati. Prima di diventare recluta si era sottoposti a un esame (probatio) che verificasse i requisiti sia fisici che intellettuali (conoscenza del latino e, per alcuni, saper scrivere e fare conti).
Il servizio durava 26 anni (contro i 20 dei legionari ed i 25 degli auxilia). ). Dal III secolo fu aumentato fino a 28 anni di ferma. Al momento del congedo (Honesta missio) ai marinai era data una liquidazione, dei terreni e di solito anche la cittadinanza concessa, essendo gli stessi nella condizione di peregrini al momento dell'arruolamento. Il matrimonio era invece permesso loro, solo al termine del servizio attivo permanente.

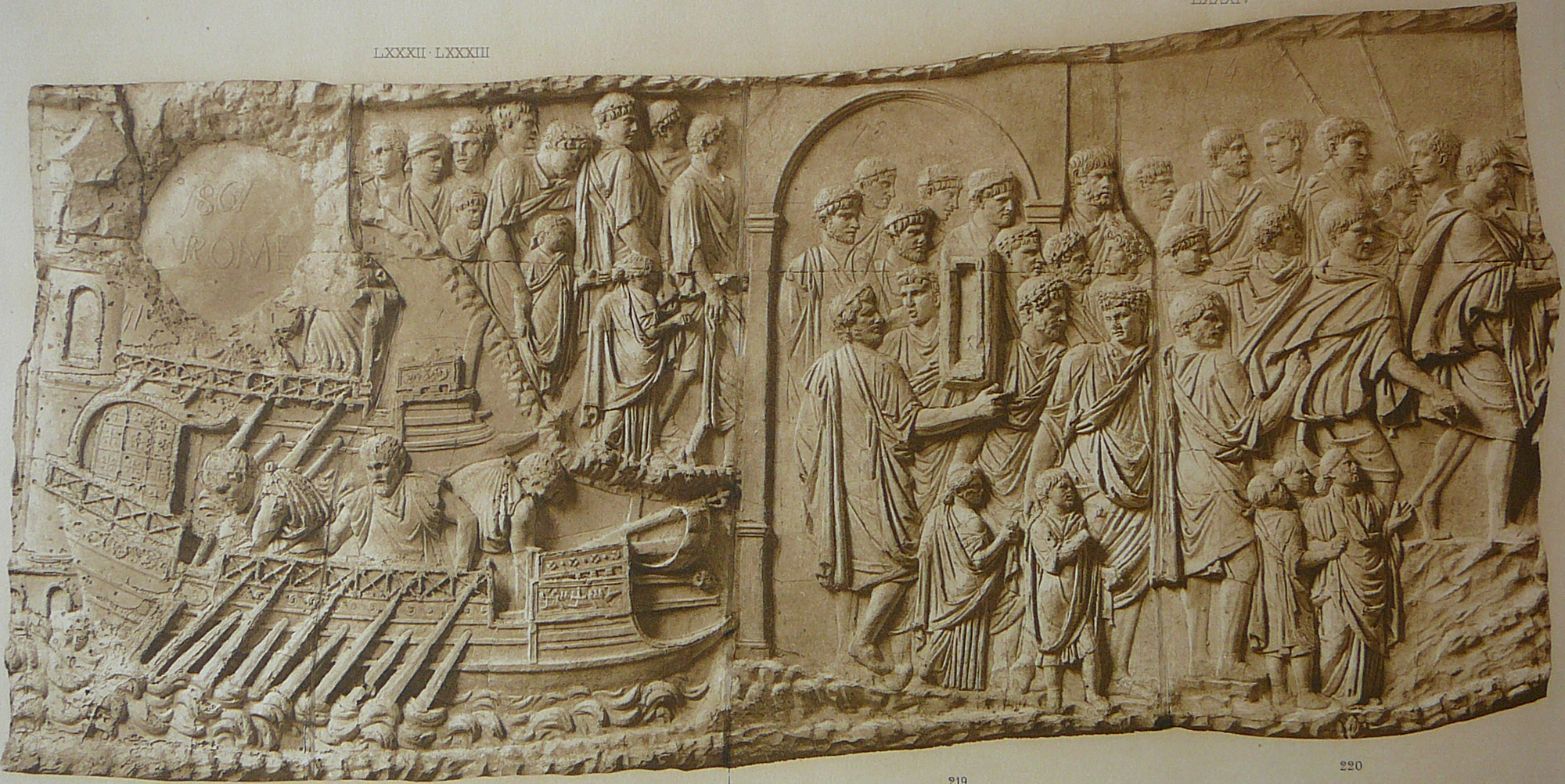
Navi romane in un porto all’epoca di Traiano con dei Classiarii (colonna di Traiano, scena 67)
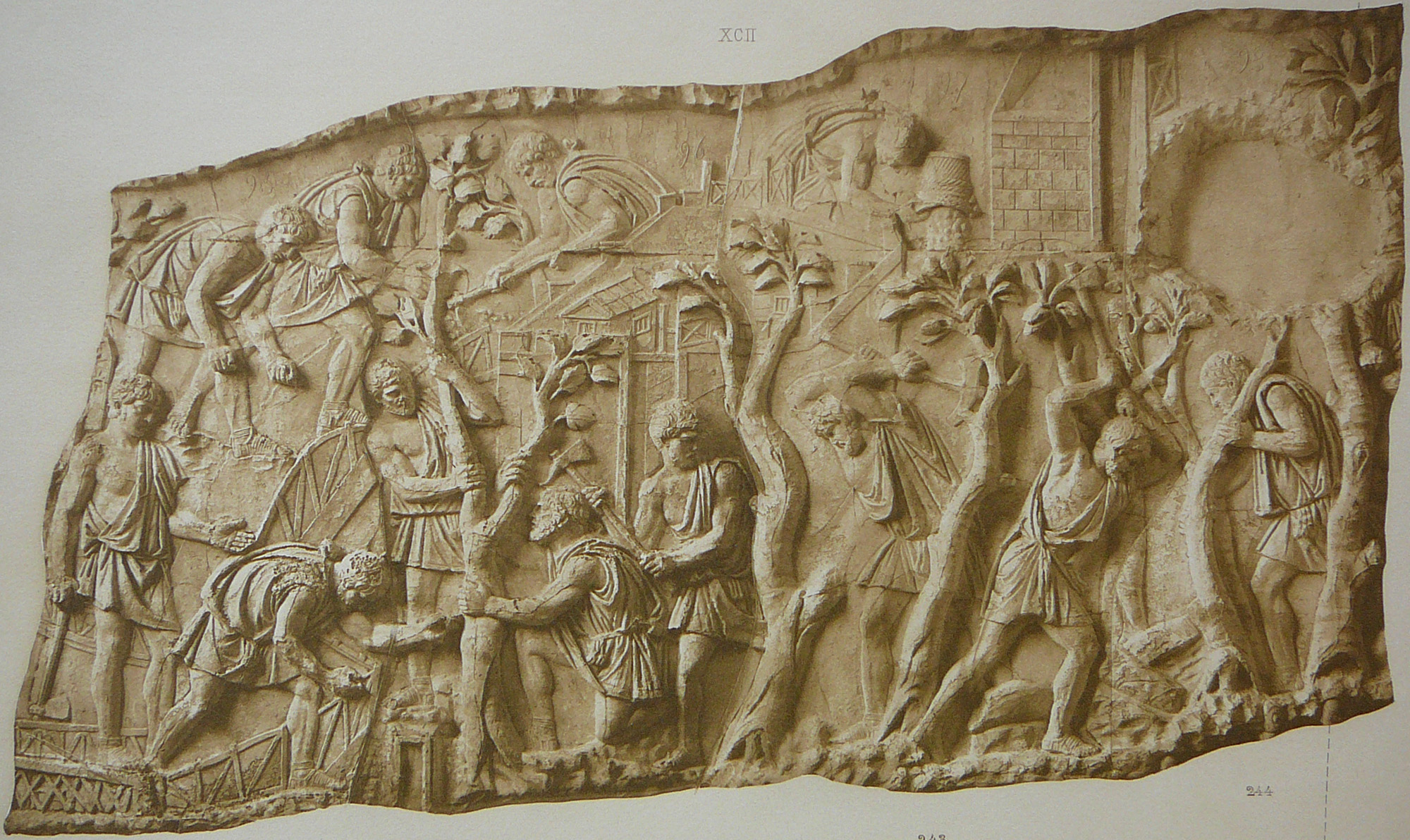
Classiarii al lavoro durante la conquista della Dacia (colonna di Traiano, scena 67)

### Trattamento economico
All'epoca di Augusto la paga era versata in tre rate quadrimestrali, chiamate stipendia. Alla paga, come sempre, andavano sottratti il vitto e il vestiario. Parte dello stipendium poteva essere custodito in un fondo comune.
Qui sotto trovate una tabella che cerca di riassumere, sulla base dei calcoli effettuati da alcuni studiosi moderni e dei pochi elementi letterari dell'epoca, oltre ad una limitata documentazione archeologico-epigrafica giunta fino a noi:
| Marina militare                    | Augusto (in denarii) | Domiziano (in denarii) | Settimio Severo (in denarii) | Caracalla (in denarii) | Massimino Trace (in denarii) |
| ---------------------------------- | -------------------- | ---------------------- | ---------------------------- | ---------------------- | ---------------------------- |
| classiarius (Classis Misenensis)   | 150                  | 200                    | 300                          | 450                    | 900                          |
| classiarius (Classis Ravennatis)   | 150                  | 200                    | 300                          | 450                    | 900                          |
| classiarius (Classis provincialis) | 75                   | 100                    | 150                          | 225                    | 450                          |

### Armamento
Il miles classiarius indossava una tunica normalmente di colore bruno-ferroso o blu mare. Si aggiunga che:
(Vegezio, Epitoma rei militaris, IV, 44.1-4.)
Si aggiunga che secondo Cassio Dione Cocceiano, normalmente i milites classiarii disponevano di un armamento più "leggero" rispetto al normale legionario romano (almeno al tempo di Ottaviano), sebbene vi fossero anche milites equipaggiati in modo "pesante".

#### Elmo Montefortino (V-I secolo a.C.)
Intorno alla fine del V secolo si introdusse un nuovo tipo di elmo di provenienza celtica (chiamato Montefortino dal nome di una necropoli vicina ad Ancona), che venne utilizzato fino al I secolo a.C.
Presentava un coppo allungato, che garantiva maggiore resistenza ai colpi dall'alto. Nella parte più alta dell'elmo era collocato un apex (a volte fabbricato a parte e poi aggiunto, oppure fuso con l'intero coppo), sul quale si inserivano delle piume, con lo scopo di far sembrare più alti i soldati all'occhio del nemico. L'elmo Montefortino fu catalogato dal Robinson con sei lettere (A, B, C, D, E, F) alle quali corrispondono sei tipologie diverse. Nei modelli è assente un rinforzo frontale e il paranuca è solo accennato. I modelli più recenti assomigliavano molto ai coevi elmi Coolus. Questo elmo fu utilizzato dai classiarii del periodo augusteo, come è possibile vedere nelle rappresentazioni di lapidi, sarcofagi del periodo.

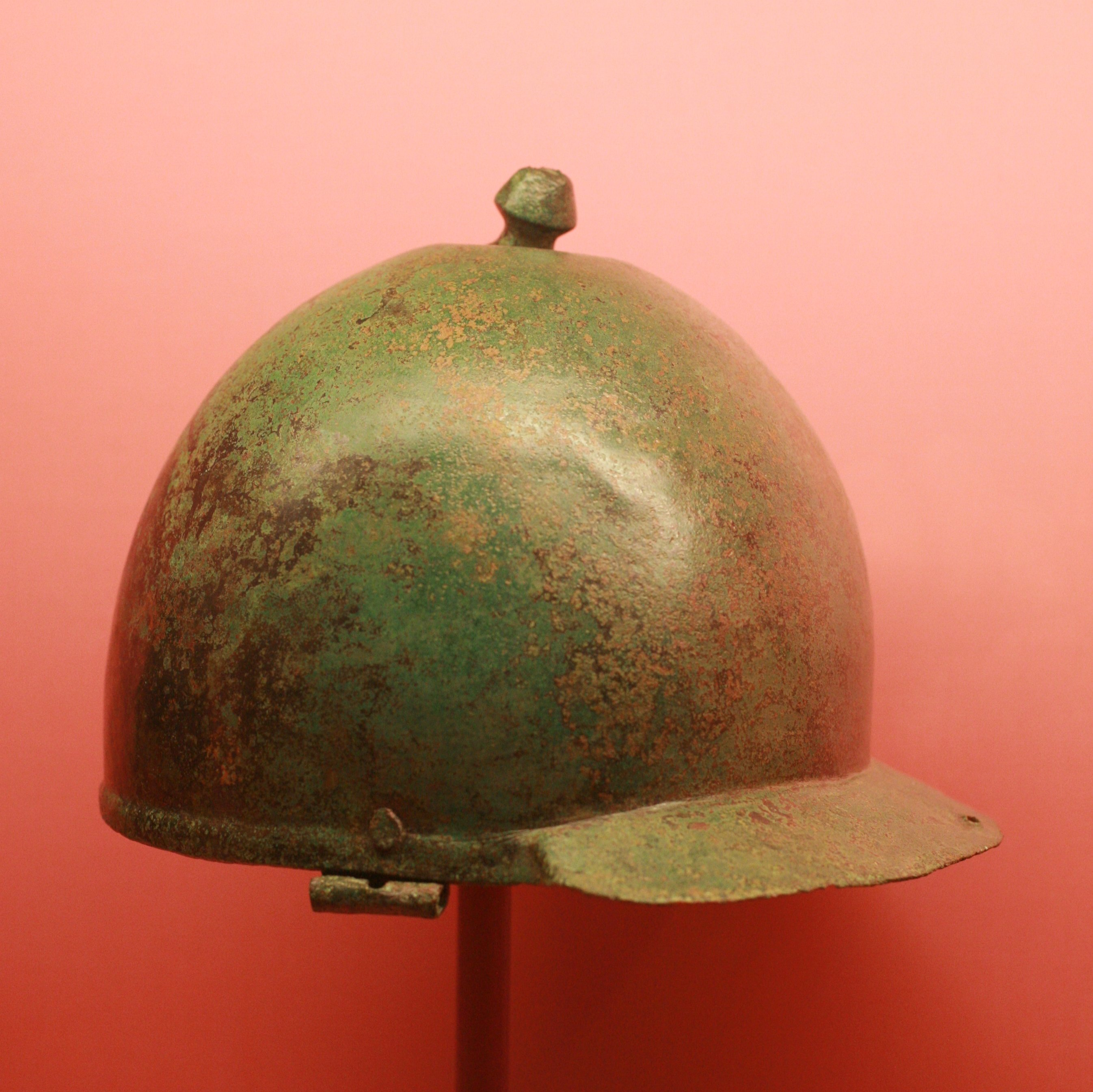
Elmo Montefortino di tipo C, conservato al Museo di Carnuntum.
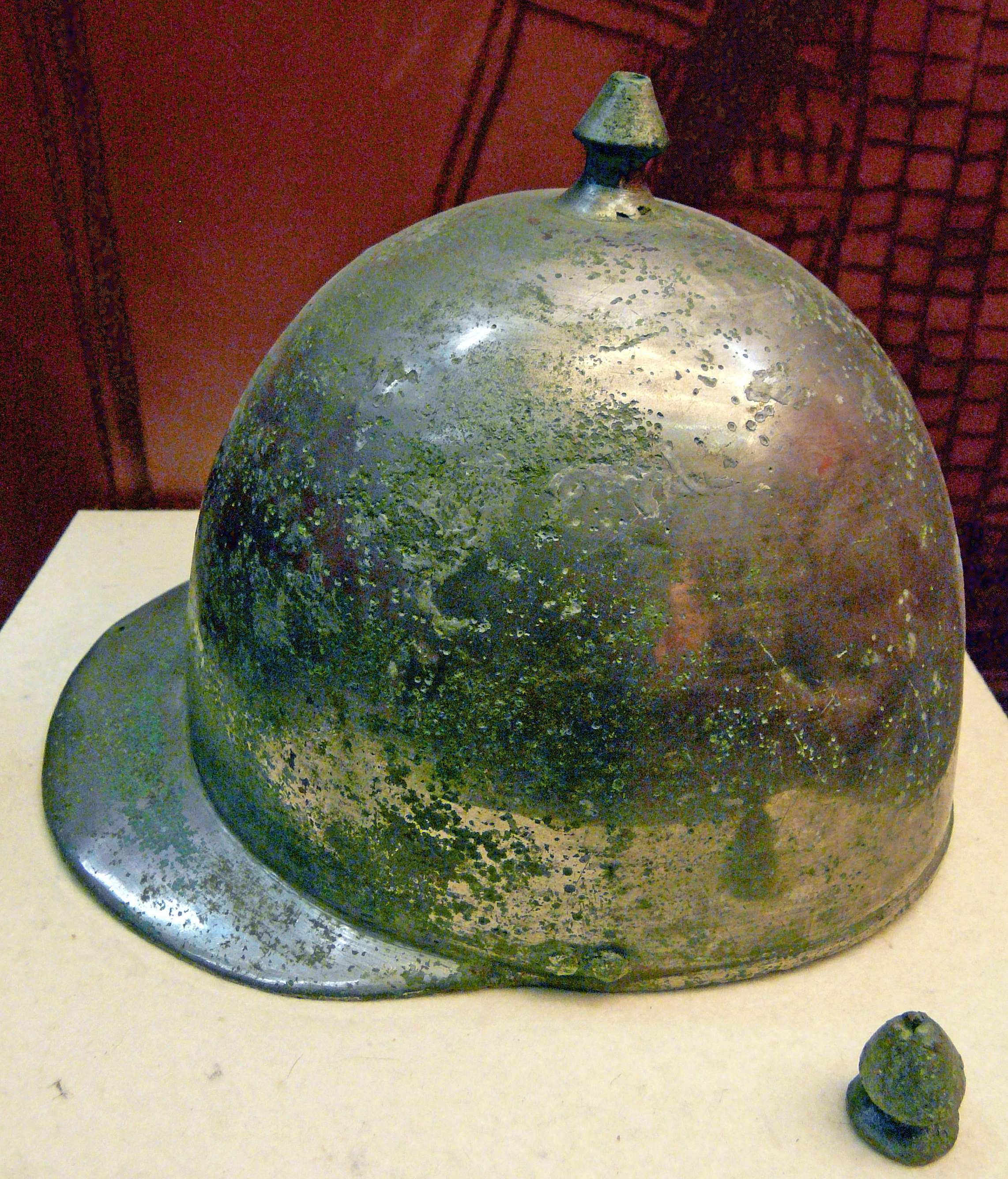
Elmo Montefortino di tipo C, rinvenuto a Novaesium.

### Armi per l'assalto delle navi avversarie
I soldati utilizzavano normalmente come armi per l'arrembaggio, oltre a quelle tipiche navali come arpioni, anche frecce, dardi, giavellotti e fionde. Una volta poi lanciati i ponti sulle navi avversarie, i più coraggiosi si lanciavano in un combattimento con le spade, in un corpo a corpo.
Tra le armi tipicamente navali ricordiamo le stanghe, le falci e le bipenni:
- la stanga era una trave sottile e lunga, con entrambe le estremità di ferro, appesa all'albero della nave come un'antenna. Le navi quando si scontravano, lanciavano con violenza le loro stanghe a destra o a sinistra, quasi fossero degli arieti, uccidendo i marinai nemici e sfondando anche la nave stessa.[18]
- la falce era un ferro ricurvo ed appuntito, come una vera e propria falce, che era montato su lunghe aste, atto a recidere l'attrezzatura velica avversaria e le loro funi, rendendo le navi più lente.[19] Si ricorda a tal fine la battaglia contro i Veneti di Cesare nel 56 a.C., quando:

(Cesare, De bello Gallico, III, 14)
- la bipenne è invece una scure, con alle due estremità una punta in ferro molto larga ed appuntita, che i classiarii utilizzano durante la battaglia per tagliare di nascosto le funi alle quali sono legati i timoni delle navi nemiche.[20] Ciò rende la nave nemica ingovernabile e quindi facilmente catturabile e disarmabile.[21]

## Periodo tardo-imperiale (285-476)

### Arruolamento
Il reclutamento avveniva, come per il legionario romano, o su base volontaria, o tramite la coscrizione fiscale, probabilmente introdotta da Diocleziano, oppure tramite reclutamento obbligatorio. La coscrizione fiscale consisteva nell'obbligo dei proprietari terrieri di fornire le reclute privandosi di alcuni braccianti; nel caso non ci fosse la necessità di nuovi uomini il reclutamento fiscale veniva commutato in una sorta di tassa corrispondente al prezzo della recluta. Erano esenti dal reclutamento fiscale i senatori e in seguito anche altre categorie influenti nella società. Il reclutamento obbligatorio era destinato ai gruppi barbari, chiamati laeti, stanziati all'interno dell'Impero con l'obbiettivo di ripopolare alcuni territori abbandonati e, per ereditarietà dei mestieri, ai figli di ex militari, che però godevano di privilegi dovuti alla carriera dei propri padri. Con il passare dei secoli l'ingresso nell'impero di gruppi barbari fu visto come l'occasione per acquisire nuove reclute. L'esercito quindi svolse un grande ruolo nella romanizzazione dei barbari: la loro integrazione era talmente forte che potevano intraprendere la stessa carriera dei propri colleghi romani. La politica di integrazione perseguita tra il III e il IV secolo rese inutile a partire dal regno di Costantino un documento che concedesse formalmente la cittadinanza ai veterani barbari poiché questi erano già perfettamente romanizzati.

### Trattamento economico
Oltre al normale versamento in tre rate quadrimestrali dello stipendium, i miles classiarii iniziarono a essere pagati con distribuzione, chiamata annona, di beni alimentari, vestiti e armi.